# Cristian Molinaro
Cristian Molinaro (Vallo della Lucania, Provincia de Salerno, Italia, 30 de julio de 1983) es un exfutbolista italiano. Jugaba como defensa. Actualmente es director técnico del Venezia F. C..

## Trayectoria
Comenzó su carrera en la Salernitana Calcio. Fue firmado por la Juventus FC en 2005 cuando la Salernitana fue sometida al descenso. La Juventus FC inmediatamente dio a Molinaro en préstamo al AC Siena hasta el verano de 2007.
El 5 de enero de 2010 fue cedido al VfB Stuttgart con una opción de compra que el Stuttgart podrá ejercer al final de la campaña. Durante los días anteriores se especuló con su posible cesión al Atlético de Madrid, operación que fracasó aparentemente por la negativa del jugador a disputar la Liga Española.
El 31 de mayo de 2010 se marchó definitivamente al VfB Stuttgart y firmó un contrato con el VfB válido hasta junio de 2014.

## Clubes
| Club               | País     | Año       |
| ------------------ | -------- | --------- |
| Salernitana Calcio | Italia   | 2001-2005 |
| A. C. Siena        | Italia   | 2005-2007 |
| Juventus F. C.     | Italia   | 2007-2009 |
| VfB Stuttgart      | Alemania | 2010-2014 |
| Parma F. C.        | Italia   | 2014      |
| Torino F. C.       | Italia   | 2014-2018 |
| Frosinone Calcio   | Italia   | 2018-2019 |
| Venezia F. C.      | Italia   | 2020-2022 |